# Camatagua (khu tự quản)
Camatagua là một khu tự quản thuộc bang Aragua, Venezuela. Thủ phủ của khu tự quản Camatagua đóng tại Camatagua. Khự tự quản Camatagua có diện tích 780 km2, dân số theo điều tra dân số ngày 21 tháng 10 năm 2001 là 15186 người.